# Ritratto di famiglia veneziana
Ritratto di famiglia veneziana è un dipinto di Pietro Longhi eseguito con la tecnica dell'olio su tela tra il 1760 e il 1765. Fa parte della collezione degli eredi Salom, a Segromigno in Monte.
Sulla parete di fondo è appeso un ritratto del doge Sebastiano Venier, vissuto circa due secoli prima; i personaggi raffigurati sono dunque presumibilmente i suoi discendenti, insieme ai precettori.